# Nikola Vasiljević
Nikola Vasiljević (ur. 19 grudnia 1983 w Zvorniku) – bośniacki piłkarz, grający w klubie Szachtior Karaganda, do którego trafił na początku 2011 roku. Występuje na pozycji obrońcy. W reprezentacji Bośni i Hercegowiny zadebiutował w 2006 roku. Dotychczas rozegrał w niej 2 mecze (stan na 13.07.2013r.).